# Lammersdorfer Hütte

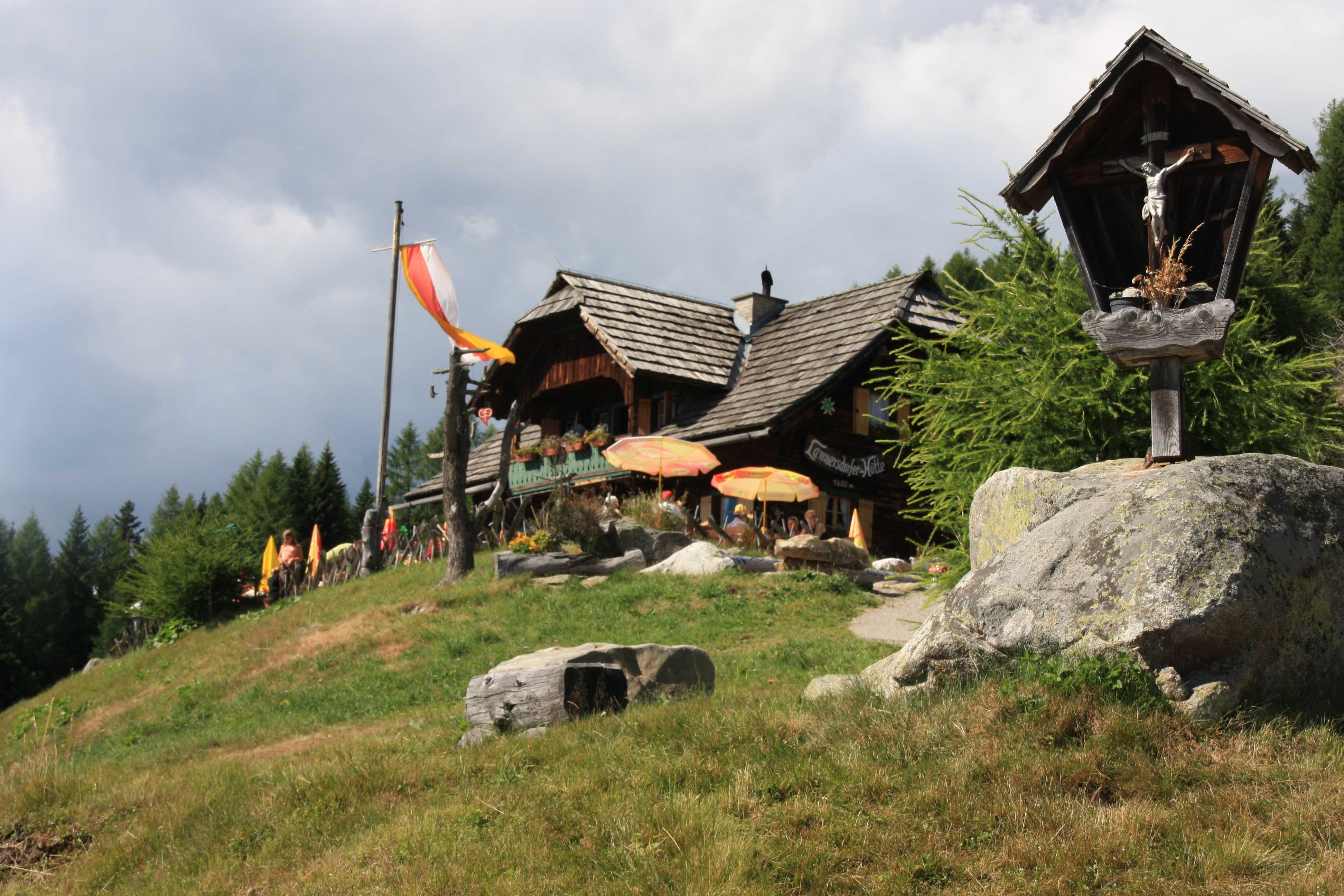
Die Hütte

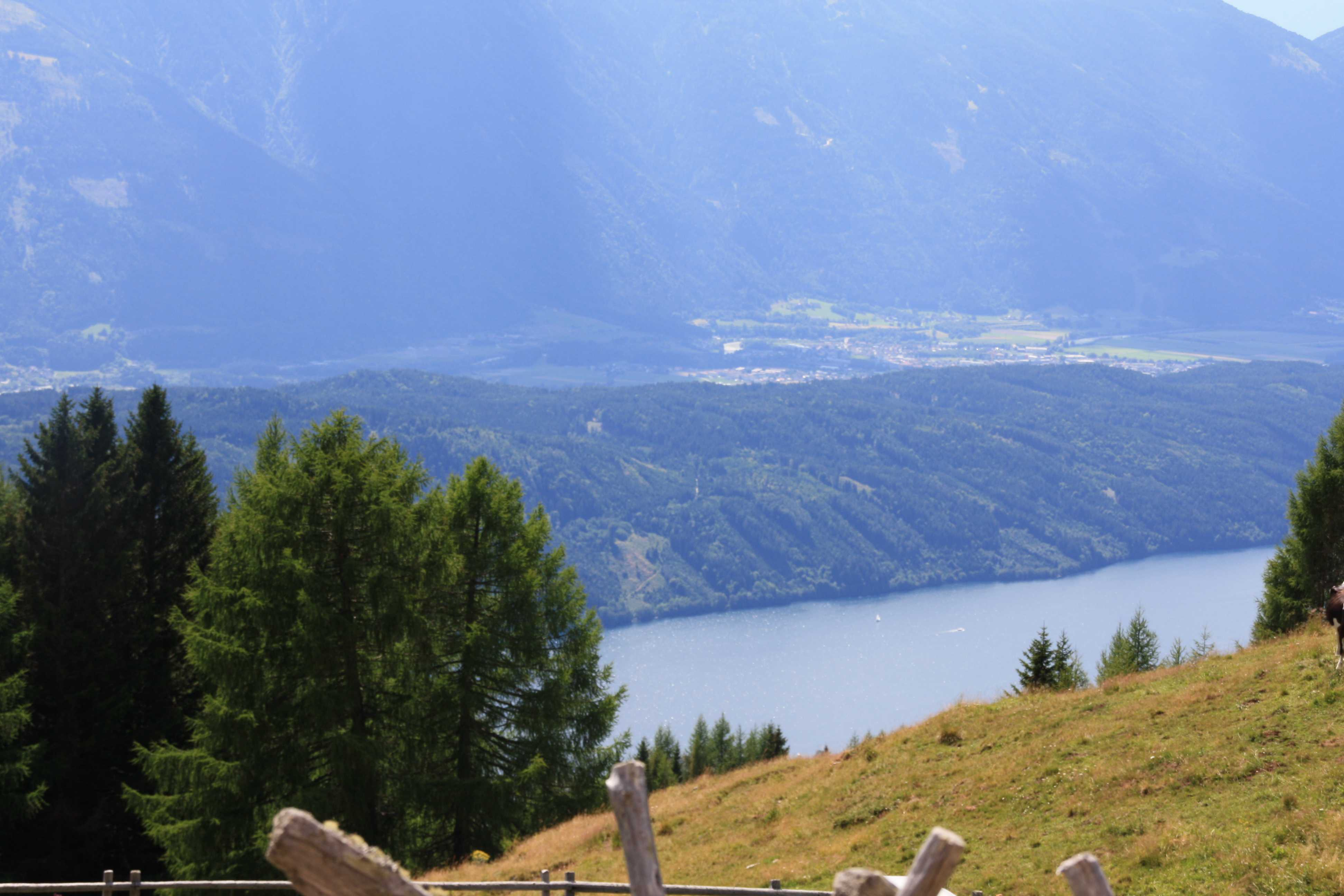
Blick von der Hütte auf den Millstätter See und ins Drautal

Die Lammersdorfer Hütte ist eine nach der Ortschaft Lammersdorf benannte Almhütte auf der Millstätter Alpe im Bezirk Spittal an der Drau in Kärnten, Österreich. Sie liegt auf 1644 m ü. A.
Die bewirtschaftete Almhütte liegt in den Nockbergen auf der Lammersdorfer Alm. Diese Gemeinschaftsalm wird von zwölf Landwirten aus Lammersdorf, Grantsch, Görtschach, Sappl und Matzelsdorf bewirtschaftet. Auf die Alm werden jährlich 30 Milchkühe, 20 Mutterkühe und 100 Stück Jungvieh getrieben.
Neben der Lammersdorfer Hütte, die Anfang Mai bis Ende Oktober bewirtschaftet wird, befindet sich eine Sennerei, wo man die Arbeiten in einer Almsennerei beobachten kann.
Die Lammersdorfer Hütte ist über eine enge asphaltierte Mautstraße (6,00 Euro im Jahr 2019) ab Grantsch am Millstätter Berg erreichbar. Die Hütte ist Ausgangspunkt für viele Wanderungen, u. a. zum Jufenkreuz.